# Venusia phasma
Venusia phasma är en fjärilsart som beskrevs av Butler 1879. Venusia phasma ingår i släktet Venusia och familjen mätare. Inga underarter finns listade i Catalogue of Life.